# Путятин (Приморский край)
Путя́тин — посёлок городского типа в Приморском крае России. Входит в состав ЗАТО Фокино. Единственный населённый пункт на острове Путятина.

## История
Посёлок основан в 1891 году российским предпринимателем Алексеем Старцевым. Позднее был назван в честь русского адмирала и государственного деятеля Евфимия Путятина, возглавившего в октябре 1852 года первую русскую экспедицию из Кронштадта к берегам Японии.

## География
Посёлок расположен на западном берегу острова, в бухте Назимова залива Стрелок. С материком связан регулярной паромной переправой. Расстояние до города Фокино около 10 км по прямой, до посёлка Дунай — 4,6 км.

## Население
| 1926  | 1939  | 1959  | 1970  | 1979  | 1995  |
| ----- | ----- | ----- | ----- | ----- | ----- |
| 90    | ↗2567 | ↘2063 | ↗2241 | ↘2147 | ↘2100 |
| 2002  | 2009  | 2010  | 2012  | 2013  | 2014  |
| ↘1133 | ↘1015 | ↘887  | ↘857  | ↘848  | ↘825  |
| 2015  | 2016  | 2017  | 2018  | 2019  | 2020  |
| ↘820  | ↘804  | ↘780  | ↘772  | ↘763  | ↗768  |
| 2021  | 2023  | 2024  |       |       |       |
| ↘707  | ↘698  | ↘691  |       |       |       |

Население по переписи 2002 года составило 1133 человека, из которых 49,2 % мужчин и 50,8 % женщин.

## Экономика
Основой экономики посёлка является добыча, воспроизводство, переработка рыбы и морепродуктов. Градообразующее предприятие — ООО «Рыбокомбинат-Путятин».

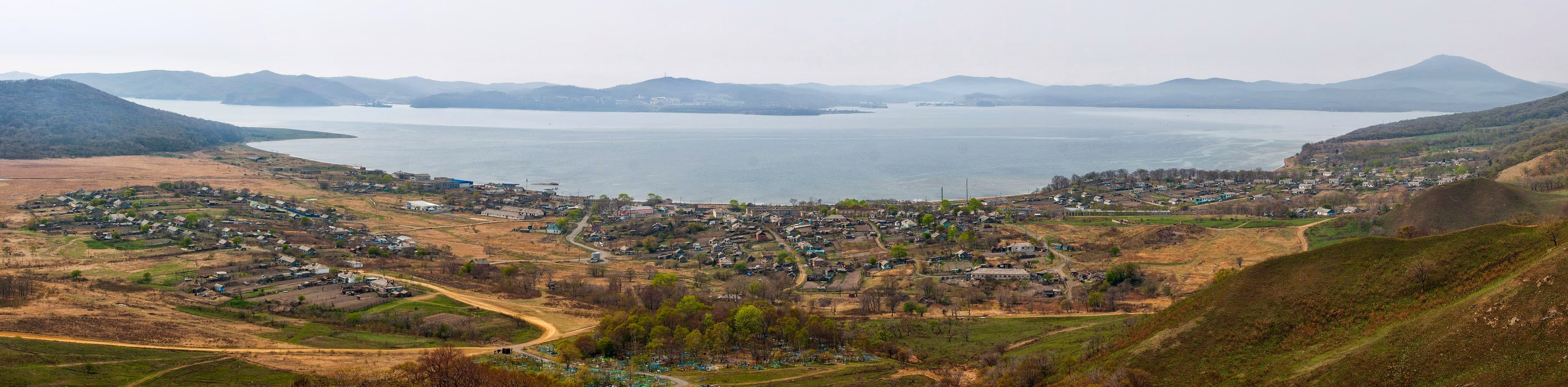
Панорама посёлка Путятин